# Helicogloea lagerheimii
Helicogloea lagerheimii är en svampart som beskrevs av Pat. 1892. Enligt Catalogue of Life ingår Helicogloea lagerheimii i släktet Helicogloea,  och familjen Phleogenaceae, men enligt Dyntaxa är tillhörigheten istället släktet Helicogloea,  och familjen Platygloeaceae. Arten är reproducerande i Sverige. Inga underarter finns listade i Catalogue of Life.